# ميل المستقيم

يعرف ميل مستقيم بأنه الارتفاع بالنسبة للامتداد،

في الرياضيات، ميل المستقيم أو ميل الخط المستقيم أو الميل أو الانحدار أو المعامل الموجه (بالإنجليزية:  Slope أو Gradient)‏ هو قياس لانحدار الخط المستقيم (ضمن جملة الإحداثيات الديكارتية) ويمكن حساب ميل الخط المستقيم بسهولة باستخدام مفاهيم الجبر والهندسة، أما في التحليل فيمكن تحديد ميل المماس للمنحنى في كل نقطة من نقاط المنحنى.

## حساب ميل المستقيم المار بنقطتين
ميل المستقيم المار بالنقطتين (x1،y1)و (x2،y2) يساوي فرق العينات مقسوما على فرق السينات كما يلي:
{\displaystyle m={\frac {\Delta y}{\Delta x}}={\frac {y_{2}-y_{1}}{x_{2}-x_{1}}}.}

### أمثلة
في المستوى الإحداثي، ميل المستقيم المار من النقطتين (2 ,1) و (8، 13) هو:
{\displaystyle m={\frac {\Delta y}{\Delta x}}={\frac {y_{2}-y_{1}}{x_{2}-x_{1}}}={\frac {8-2}{13-1}}={\frac {6}{12}}={\frac {1}{2}}.}

## معرفة الدالة
إذا كان الميل عددا موجبا تكون الدالة تزايدية وإذا كان عددا سالبا تكون تناقصية.

## معرض صور

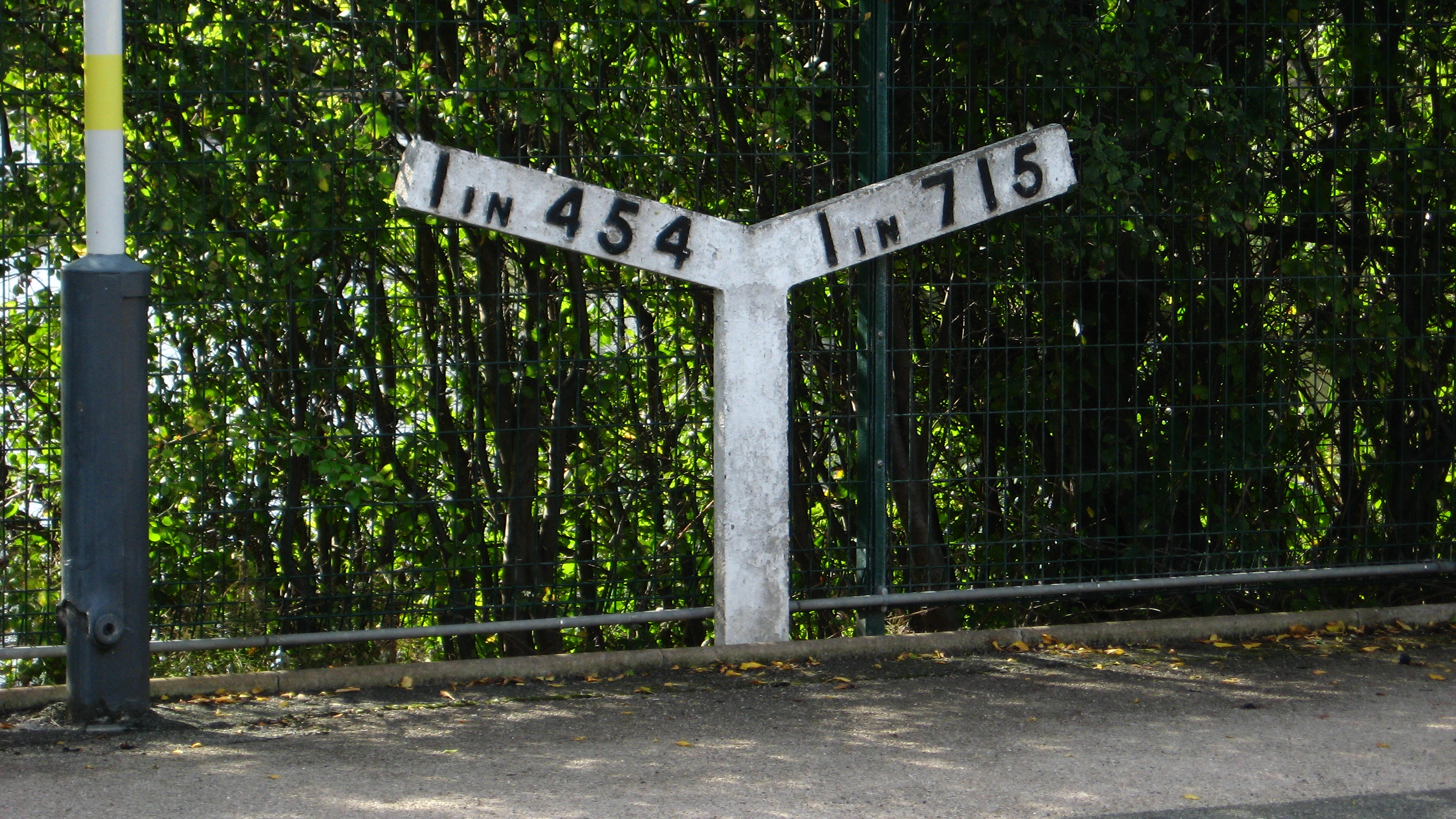
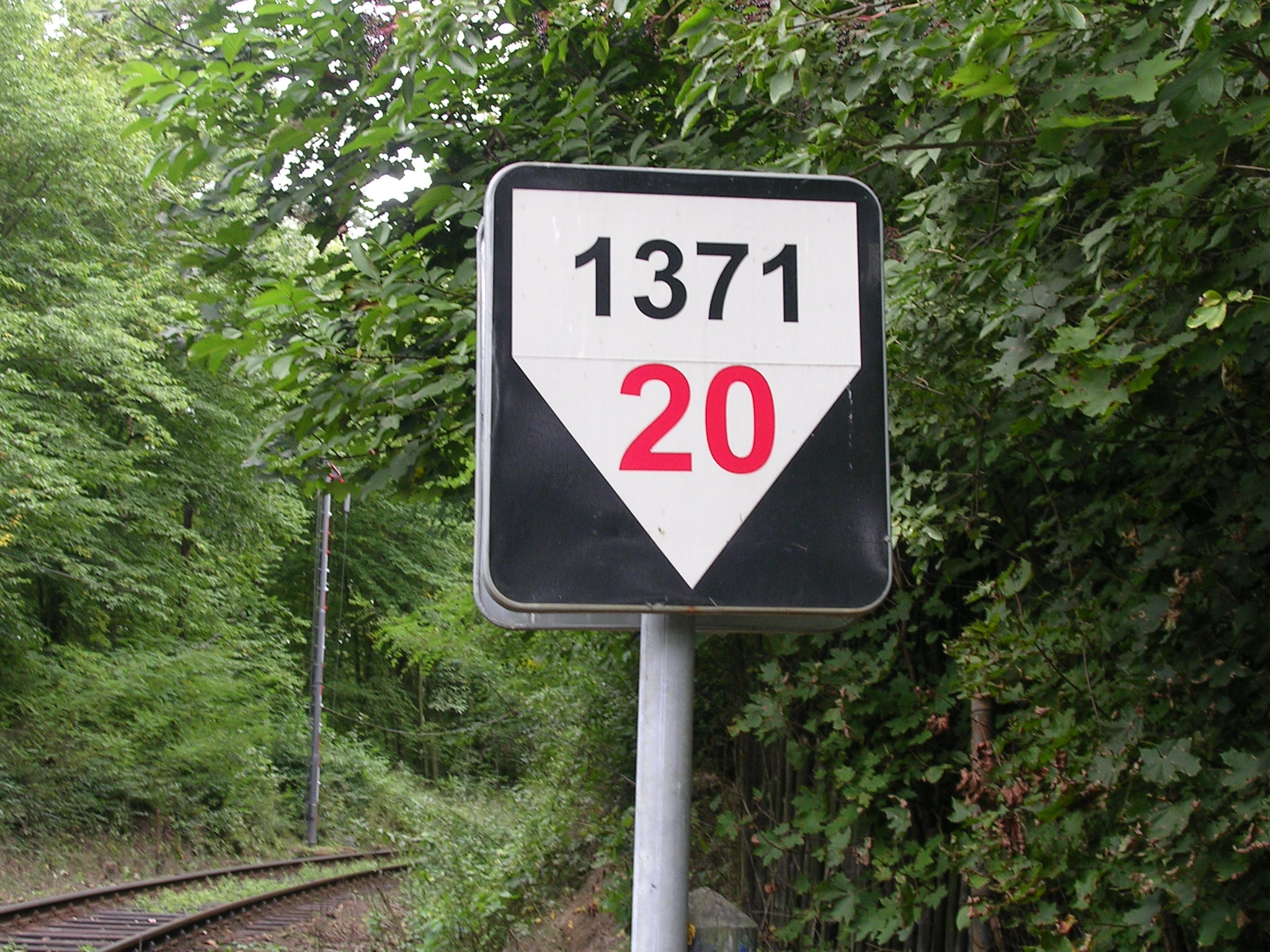